# Costa Sena
Costa Sena é um distrito do município brasileiro de Conceição do Mato Dentro, no interior do estado de Minas Gerais. Segundo o censo demográfico de 2022, realizado pelo Instituto Brasileiro de Geografia e Estatística (IBGE), sua população era de 772 habitantes e havia 249 domicílios particulares permanentes ocupados. Possui área de 171,31 km² conforme a Fundação João Pinheiro (FJP). Um de seus pontos de referência é a Matriz de São Francisco, datada do século XVIII.
De acordo com o IBGE, em 2010 a população era de 1 070 habitantes e havia 523 domicílios particulares.

## História
A localidade se estabeleceu a partir da extração de ouro e diamante na área no século XVIII, porém a fartura dessas riquezas não durou mais que algumas décadas. O distrito veio a ser criado com o nome de Paraúna pela lei provincial nº 1.881 de 15 de julho de 1872.
No final do século XIX, quando eram procuradas alternativas para substituir Ouro Preto como capital de Minas Gerais, Joaquim Cândido da Costa Sena sugeriu que a sede do governo estatual pudesse ser o distrito. A ideia foi levada à comissão responsável pela escolha, dentre outras localidades do estado, porém o resultado foi a criação da atual Belo Horizonte. Paraúna passou a se chamar Costa Sena pela lei estadual nº 148 de 17 de dezembro de 1938.

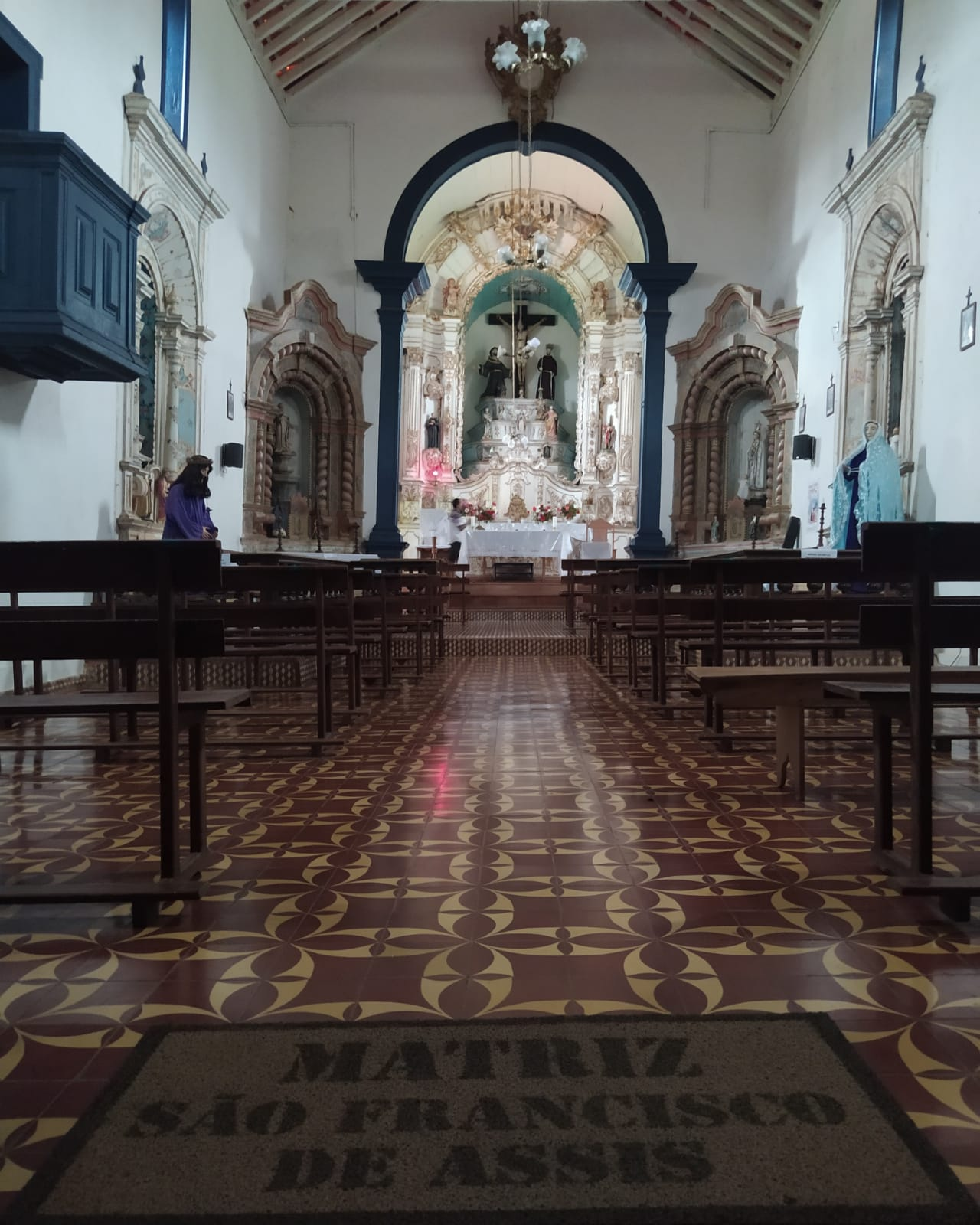
Altar da Matriz São Francisco de Assis
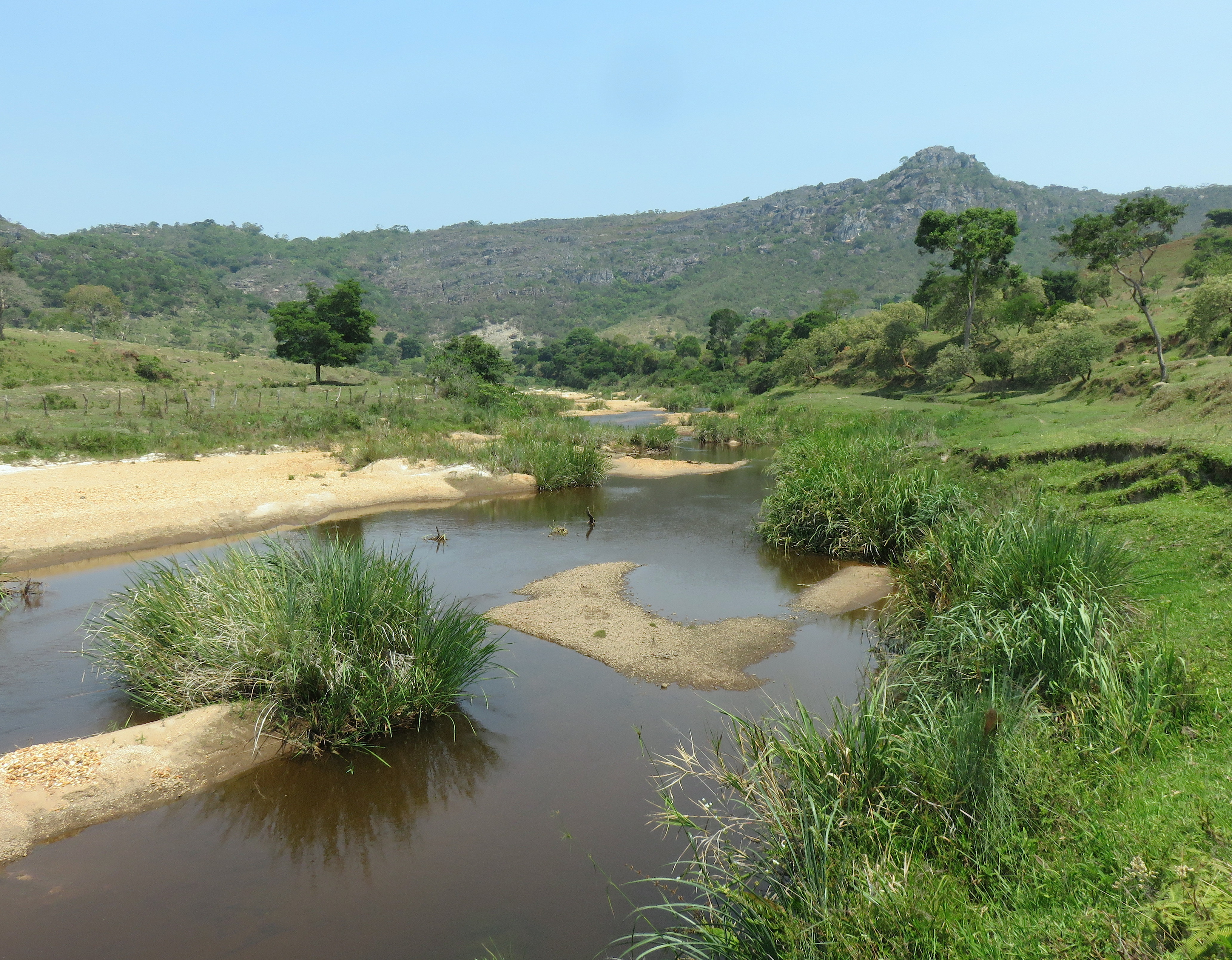
Rio Paraúna em Costa Sena